# Suyima Gʻaniyeva
Suyima Gʻaniyevna Gʻaniyeva (* 20. Februar 1932 in Taschkent; † 1. September 2018 in Taschkent) war eine usbekisch-sowjetische Literaturwissenschaftlerin, Professorin und Heldin Usbekistans (2015).

## Leben
Suyima Gʻaniyeva wurde in Taschkent in eine Familie von Bediensteten geboren. Sie beschäftigte sich mit dem Studium der klassischen usbekischen Literatur. Sie machte ihren Abschluss an der Fakultät für Orientalistik der Zentralasiatischen Staatlichen Universität (1952) und absolvierte ein Postgraduiertenstudium an der Staatlichen Universität Leningrad (1953–1956). Im Jahr 1956 verteidigte sie ihre Dissertation über die Werke von Mir ʿAli Schir Nawāʾi.
Ab 1956 war sie wissenschaftliche Mitarbeiterin am Institut für Sprache und Literatur der Akademie der Wissenschaften der Republik Usbekistan. Später wurde sie wissenschaftliche Sekretärin des Instituts für Sprache und Literatur der Akademie der Wissenschaften Usbekistans, Leiterin der Abteilung am Staatlichen Konservatorium Usbekistans und Professorin am Staatlichen Institut für Orientalistik Taschkent.
Sie entdeckte und veröffentlichte das „Munojot“, ein Werk von Mir ʿAli Schir Nawāʾi, das der Wissenschaft viele Jahre lang unbekannt geblieben war. G'aniyeva ist Autorin grundlegender Studien über die klassische usbekische Literatur und ihre Rolle in der Weltkultur. Sie ist Autorin von 14 Monographien, über 350 wissenschaftlich-theoretischen Artikeln und mehr als 20 Lehrmaterialien.
Der Dokumentarfilm „Der Weg“ ist der wissenschaftlichen Kreativität und dem kreativen Leben von Suyima Gʻaniyeva gewidmet.

## Werke
- „Leben und Schaffen von Alisher Navoi“
- „Die Ideen des Humanismus in den Werken von Alisher Navoi“
- „Motive des Adels in Navois Ghazals“
- „Navois Testament“
- „Navois Autograph“

## Ehrungen
- Held Usbekistans
- Orden „Buyuk xizmatlari uchun“
- Orden „El-yurt hurmati“